# Litsea neesiana
Litsea neesiana là loài thực vật có hoa trong họ Nguyệt quế. Loài này được (Schauer) Hemsl. miêu tả khoa học đầu tiên năm 1882.